# Sonarna boja
Sonarna boja (ang. Sonobuoy - akronim iz besed sonar in buoy) je relativno majhna akustična naprava s sonarjem in hidrofonom. Uporablja se za odkrivanjepodmornic in drugih vodnih plovil ali pa za oceanografske meritve in komunikacijo s podmornicami. Lahko se jih odvrže s letal, helikopterjev ali pa ladij. Po navadi se uporabijo samo enkrat.
Ko boja zadena vodo, se hidrofon potopi na želeno globino, radijski oddajnik (UHF/VHF), ki služi za komunikacijo z letali pa plava na površju.
Ko se podmornice postale efektivno protiladijsko orožje, se je pojavila po odkrivanju le teh. Britanci so v drugi svetovni vojni razvili aktivni sonar (akronim za SOund NAvigation And Ranging), ki so ga poimenovali ASDIC. Pred njim je bilo možno samo pasivno (s poslušanjem) odkrivati podmornice. Po drugi svetovni vojni se je sonar zelo razvil.
Prve sonarne boje so razvili za protipodmorniška letala kot Lockheed P-2 Neptune, Grumman S-2 Tracker, Lockheed S-3 Viking in Lockheed P-3 Orion.
Obstajajo tri kategorije sonarnih boj: aktivna, pasivna in posebej namenjena
- Aktivne sonarne boje oddajajo zvočne signale (pinge), ki zadenejo tarčo in se odbijejo. Hidrofoni poslušajo odboje in preko UHF/VHF radijskih komunikacij podajo letalu podatke. Sprva so boje oddajale kontinuirane pinge, pozneje so razvili sistem Command Activated Sonobuoy System (CASS), ki lahko sproži pinge iz letala. Kasneje se je pojavil DICASS (Directional CASS), ki je podal smer in razdaljo do tarče.
- Pasivne sonarne boje ne oddajajo aktivnih pingov, ampak samo poslušajo za zvoki kot so propeler, motor in druge zvoke. Lahko poslušajo tudi signale letalskih "črnih skrinjic", za detekcijo letal, ko so strmoglavili v morju
- Posebej namenjene sonarne boje oddajajo oceangrafske podatke ladjam, letalom ali satelitu. Niso namenjene detekiranju in lociranju podmornic. Obstajajo trije tipi:
  - BT sonarna boja;(bathythermobuoy - BT) oddaja meritve temperature ali pa slanosti, ali pa obe hkrati in na različnih globinah
  - SAR sonarna boja; je namenjena iskanju in reševanju
  - ATAC/DLC;Air transportable communication (ATAC)/ down-link communication (DLC) so namenjene komuniciranju med letali ali podmornicami, ali pa ladjami in podmornicami